# Joan de Tours

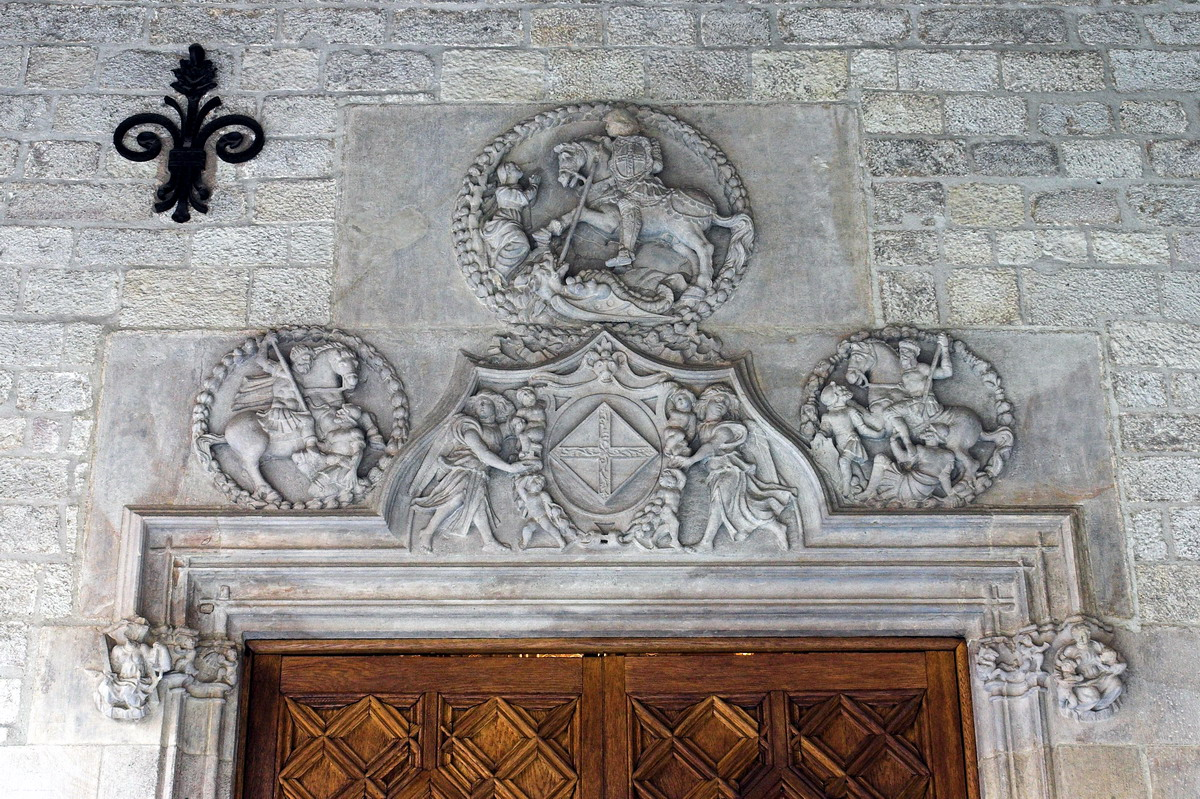
Palacio de la Generalidad de Cataluña.Puerta de acceso a la sala Virgen de Montserrat (1522-27). Obra atribuida.

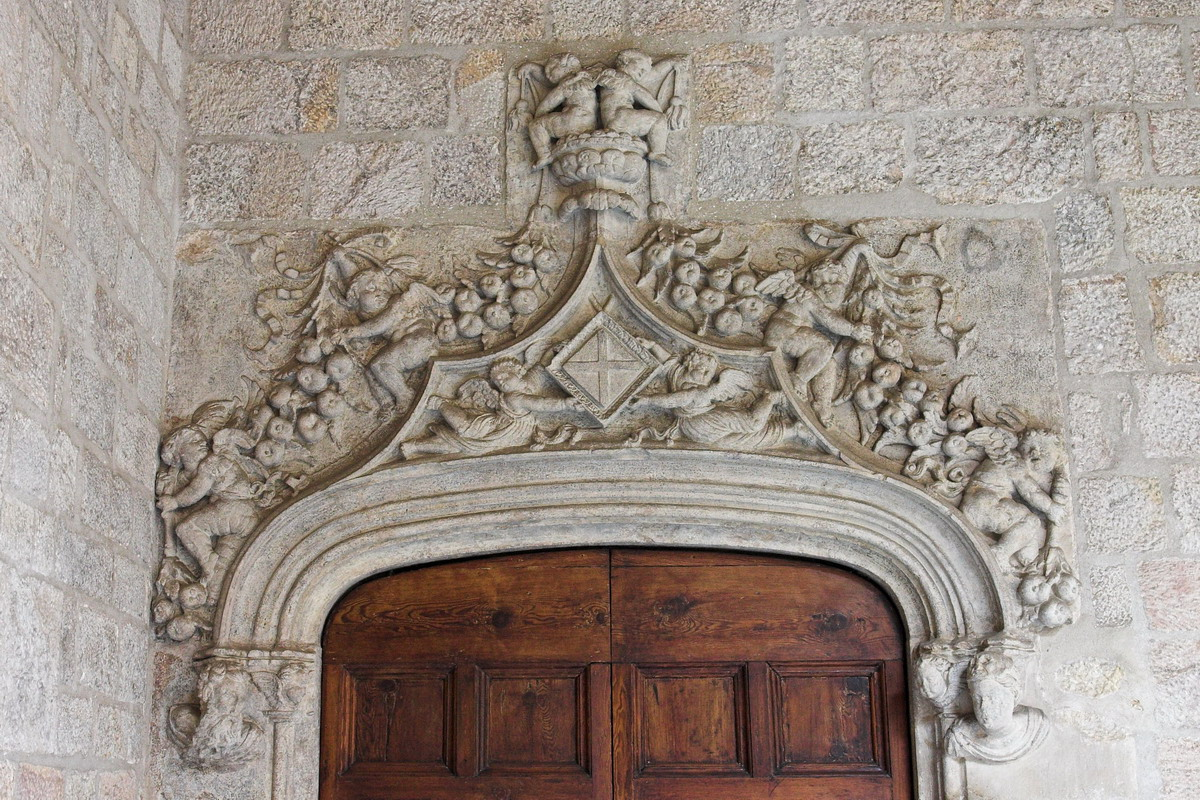
Palacio de la Generalidad de Cataluña. Puerta de acceso a la Cámara dorada (1522-27). Obra atribuida.

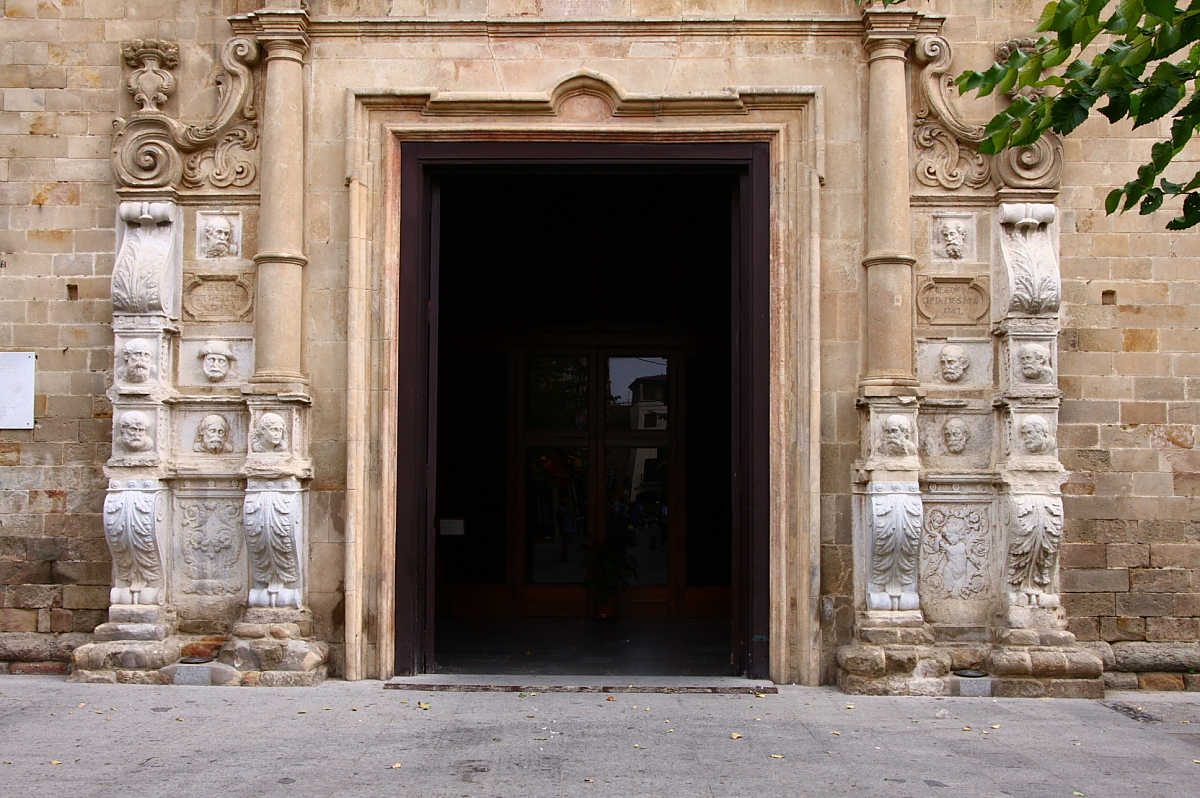
Portada de la iglesia parroquial de Calella con relieves de los doce apóstoles.

Joan de Tours o Jean de Tours (Tours, siglo XV - Calella, 1563) fue un imaginero y escultor francés que trabajó activamente en Cataluña desde 1509. Fue discípulo de Girart Spirich.
Entre 1522-1527 trabaja en el Palacio de la Generalidad de Cataluña. Realizó, para la Cámara dorada, unas tallas en madera policromadas de unos ángeles sosteniendo el escudo de la Generalidad con la cruz de San Jorge. También se le atribuyen la decoración del coronamiento de las puertas de acceso a la Cámara dorada y a la sala Virgen de Montserrat desde la galería gótica. Colaboró en numerosas obras de diversos artistas, principalmente con Martín Díez de Liatzasolo y el maestro organero Juan Masiques con los que, el 23 de agosto de 1531, formó una sociedad escultórica para atender los encargos de cuatro retablos: Sant Vicenç de Mollet, Santa Coloma de Marata, Sant Esteve de Canyamars y Sant Iscle i Santa Victòria de Dosrius. Los de Mollet del Vallés y Dosrius fueron destruidos en 1936.
Volvió a trabajar con Díez de Liatzasolo en el retablo mayor de la iglesia de los Santos Justo y Pastor de Barcelona según un contrato de 2 de diciembre de 1531. Para realizar este retablo previamente habían hecho un acuerdo con Damián Forment, pero finalmente no participó, aunque a menudo se ha adjudicado el retablo a este último artista. Otro trabajo de Tours y Martín Díez fue el retablo para la cofradía de carniceros en la iglesia del Carme de Barcelona.
Se le ha atribuido una colaboración en algunas tallas del coro de la Catedral de Barcelona. Es el autor de la portada barroca de la iglesia de Santa María y San Nicolás de Calella, conocida como la portada de los apóstoles, con relieves de las cabezas de los doce apóstoles.
En 1542, realizó el retablo renacentista del altar mayor de la iglesia de Sant Martí de Arenys de Munt en colaboración con el pintor Pere Serafí. Destruido durante la guerra civil española, sólo se conservan dos tallas.
La iglesia parroquial de Santa María de Arenys, de Arenys de Mar, fue empezada a construir por Joan de Tours, y acabada por sus hijos Joan i Dionís Torres l'any 1628. En el contracto sepactó la construcción en estilo renacentista, llamado en la época «a la romana». 